# 泰坦降臨2
《泰坦降臨2》（又译作）是由Respawn Entertainment開發並由美商藝電發行於Microsoft Windows、PlayStation 4和Xbox One的第一人稱射擊遊戲，為《泰坦天降》的續作，於2016年10月28日在全球發佈。單人模式的故事講述反抗軍步槍兵傑克·庫珀（Jack Cooper）渴望駕駛戰鬥機械人「泰坦」，以對抗星際製造有限公司（Interstellar Manufacturing Corporation，IMC）及其僱傭軍。
遊戲在發行後因其單人模式的設計和實行與以前作為基礎的多人模式而受到稱讚，批評則主要集中於文字敘述和篇幅短小方面。儘管《泰坦降臨2》獲得頗為積極的評價，但它在商業上的表現卻跑輸市場。獎項方面，《泰坦降臨2》在2016年遊戲大獎中獲提名四項獎項，分別是年度遊戲、年度開發者、最佳多人遊戲和最佳動作遊戲，但最後無一得獎。而在同年的遊戲評論家獎和金搖桿獎上則分別贏得最佳線上多人模式獎和評論家選擇獎。

## 遊戲玩法

在這遊戲截圖中，玩家操縱的铁驭正用抓鈎牽制敵人的泰坦。

與前作一樣，《泰坦降臨2》是一款可以控制泰坦和裡面的駕駛員「鐵馭」（Pilot）的第一人稱射擊遊戲。鐵馭有多種可以提高他們戰鬥效率的能力，包括隱身、格鬥和諸如雙跳、踩牆等跑酷技巧。這些動作可同時進行，以便在不同地點間快速移動。遊戲也采用了多個新的遊戲機制，包括一把可以顯示附近敵人位置的脈衝飛刀、模仿玩家動作以混淆敵人的全息投影和用作拋射玩家到被抓住的建築物或敵人的抓鉤等。同時鐵馭亦有許多可使用的武器和小工具，例如霰彈槍、衝鋒槍、手槍和手榴彈等。另外在近距離範圍內，玩家可以從後解決對手，如果作出這舉動，系統會播放一段可略過的處決動畫。
泰坦的移動性比鐵馭要少，但相對的是它們有更強的戰鬥力與武器。前作的泰坦皆被移除或變更，取而代之的是固定兵種的七部泰坦，它們分別是「離子」（Ion），使用雷射武器的中量型泰坦、「烈焰」（Scorch），擁有以鋁熱劑組成的區域拒止燃燒武器的重量型泰坦、擅長精準遠程攻擊與設置陷阱，唯一一個能夠懸停的輕量型泰坦「北極星」（Northstar）、以霰彈槍和劍為武器、強調一擊脫離戰法的近戰型泰坦「浪人」（Ronin）、側重於中距離戰鬥，使用目標鎖定武器進行短時間連續輸出的泰坦「強力」（Tone）、「軍團」（Legion），以定點防禦與火力壓制為前提而設計，武器為重型加特林機槍的重型泰坦，最後則是在DLC發行後釋出的先鋒（Vanguard）級泰坦「帝王」（Monarch），其可以在戰鬥中利用核心進行自行升級。

### 單人
與前作不一樣的是，《泰坦降臨2》有一個單人故事模式。它的劇情呈線性，其關卡則類似於開放式競技場，為玩家提供多條探索路徑。玩家可以使用多種方式來完成任務，例如潛行或使用遊戲給予的遠程/短程武器來撃倒敵人。其地圖是無序式蔓延擴展的，玩家可以選擇多種路徑以便到達目的地。另外，模式還有平台類遊戲的元素，在一些任務中，玩家需要利用庫珀的跑酷能力來解決環境謎題。有些武器只能在某幾個關卡使用，同時某些關卡會有特定的遊戲機制，比如在“因果報應”（Effect and Cause）中玩家需要在過去與現代穿插的同時使用當時的武器。另外，玩家還可以選擇對話選項並在任務的某些點與泰坦對話。

### 多人
多人模式具有一個名叫泰坦計（Titan meter）的機制，玩家遊玩時它會緩慢回復，對敵人造成傷害、撃敗敵人或佔領據點時則會加速其回復的速度。當泰坦計回復滿時，玩家即可呼叫自己的泰坦。若泰坦在降落時壓到對手，則對手會被瞬間擊殺；若對手正駕駛泰坦，則會重創滿血量的泰坦，或者擊毀血量較少的泰坦。如果玩家選擇了“曲速”降落方式，則會必定摧毀任何血量的泰坦。。降下並且進入泰坦後，泰坦計會變為核心值。核心值會隨著時間填充，玩家對其他泰坦、對手或者AI造成傷害會加快充能速度。核心值完全填滿時，泰坦便可使用它們的特殊能力，做出一次或數次高伤害的攻擊（帝王泰坦的核心為自我升級而例外）。玩家也可以騎上敵人的泰坦（這被稱為“訓牛術”），奪取其電池以對它造成傷害。如果身上有電池，則玩家會在電池插槽投下一顆手榴彈。奪取電池後，玩家可以通過訓牛術將其放在友軍的泰坦上或進入自己的泰坦，可為該泰坦添加些許血量、為防護罩和核心值充能。若玩家沒有泰坦，此操作則會同時為該玩家的泰坦計充能。。玩家也可以隨時離開泰坦，在「跟隨模式」（Follow mode）中，它會跟隨玩家並繼續攻擊其敵人，處於「保衛模式」(Guard mode)時則會保持在原地待機，若視野範圍內有敵軍則會自主向敵軍攻擊。 
系統會根據玩家在多人模式的表現給予相應的「功勳」（Merits），且即使他們的隊伍輸了，也會照樣發放。玩家需要積累「功勳」才可升級，亦需依靠它們進一步解鎖更多的武器和能力。它們是經驗值的一種，只要參加比賽或解鎖物品就可獲得。除了上述的方法，玩家也可以通過在输掉的比賽中成功撤退的方式獲得一定的「功勳」。另外，玩家也可以在解鎖諸如武器、强化和泰坦等東西前，以一種名叫「點數」（Credits）的貨幣形式購買它們，而它們可以用「功勳」或完成挑戰的方式取得。與前作相比，《泰坦降臨2》的自定義選項在相當大的程度上獲得擴展，玩家的裝備和武器以至泰坦的外觀都可以自行設計。而可以提高玩家作戰能力的強化（Boosts）則取代了《泰坦降臨》的銷牌功能，且每個強化都有自己的解鎖要求，例如追蹤性的自爆機器人「炸蛛」（Ticks）需要泰坦計達到65%才可使用，當泰坦計達到85%則可使用增加玩家槍枝傷害的「增幅武器」（Amped Weapons）。玩家要在比賽開始前決定之後要使用的强化，且決定後不能在比賽途中再次切換。
《泰坦降臨2》在發行時提供了多種多人模式，這些模式包括：
- 强化據點（Amped Hardpoint）：若隊伍長時間控制住一個據點的話則會取得積分，積累積分達到上限的分數的隊伍會成為獲勝的一方。
- 賞金追緝（Bounty Hunt）：玩家撃殺敵人或AI控制的步兵就會獲得獎金，積累最多的分數的隊伍成為勝方。
- 鐵馭對鐵馭（Pilot vs. Pilot）：不能召喚任何泰坦的團隊死鬥。泰坦計在此模式中會變為強化計，也就是說玩家仍然能獲得並使用強化。
- 奪旗（Capture The Flag）：找尋敵方隊伍的旗幟並將其帶回已隊的基地。
- 消耗戰（Attrition）：玩家可以召喚泰坦。此模式有AI控制的步兵和死神參與比賽，擊殺步兵AI可得到1分；擊殺死神可以得到3分；擊殺敵方鐵馭可以得到5分；擊毀泰坦可以得到10分。當一方隊伍積累到650分時，遊戲會宣告結束，並轉換到另一階段：撤離。敗方要想方設法到達撤離船並逃離，勝方則要阻止對手前往撤離船，他們可以選擇擊殺未上撤離船的敵人，也可以選擇擊毀撤離船。
- 前哨戰（Skirmish）：機制與消耗戰類似，但沒有AI控制的步兵，並且轉換所需的積分也會降低。
- 泰坦殊死戰（Last Titan Standing）：泰坦團隊死斗，玩家在游戏开始便驾驶泰坦。本模式所有玩家只有一條命，最后仍然有泰坦存活的队伍会获胜。
- 無規則（Free For All）：除了自己之外的所有玩家都是敵人，最後一個生還的玩家則是獲勝者。
- 競技場（Coliseum）：目的在於打敗其他玩家的一對一多人模式。玩家可以使用競技場門票進入該模式，而這些門票可以通過玩其他多人模式、購買「點數」、接受禮物或玩家升級獲得[22]。
- 泰坦爭鬥（Titan Brawl）：團隊死斗，但玩家會與其泰坦一起生成，且不能弹射或離開泰坦。换而言之，玩家僅可以使用泰坦，在比賽過程中可以切換。此模式考验玩家对泰坦的了解程度。
- 邊境防禦（Frontier Defense）：四名玩家將要求保護住采集機。他們會面對五波由AI控制的敵人對采集機發起的進攻。采集機有防護罩和生命值，其中防護罩受到攻擊後會隨著時間自然恢復，但生命值不會。在五個波次的進攻後，如果采集機仍然沒有被摧毀，即會判定玩家守住了采集機，因而勝利。如果采集機生命值降低到0%，則會判定玩家失敗；但玩家可以再試一次。玩家總共可以重新嘗試2次。除此之外，邊境防禦還有四种難度。不同難度下敵人數量會有所不同，血量也會有區別。大師模式下，敵人血量最多。玩家可以遊玩瘋狂模式來挑戰自己，但只限於黑水運河這一張地圖。

製作團隊也強化了匹配系統，在每場比賽結束後遊戲都會為玩家找尋新的比賽。遊戲還引入了一個名叫「網絡」（Networks）的新功能，允許玩家組成類似於公會的隊伍。當進行比賽時，遊戲會自動將玩家和「網路」的成員分在一起。玩家能夠加入多個「網路」，並可以在比賽中隨意切換其「網路」。另外，每個「網路」都有各自的「快樂時光」，玩家若在這段時間內上線遊玩，將會獲得額外的「功勳」。

## 設定
故事的戰火發生在環境與「核心系統」（Core Systems）所在的地球大相徑庭的恆星系——「邊境」（The Frontier）。星際製造有限公司（IMC）和邊陲民兵（遊戲內稱為反抗軍）為了爭奪「邊境」的控制權而開戰，前者力求不計後果地開發當地豐富的天然資源；後者的目的則是驅逐IMC和爭取「邊境」獨立。在德墨忒爾戰役之後，邊境反抗軍得以轉守為攻，控制「邊境」多個行星並爭奪其中的資源。IMC方面，雖因詹姆斯·麥卡倫（James MacAllan）破壞了加油設施且缺少「核心系統」的支援而節節敗退，但他們仍然是主導局勢的一方，並嘗試阻止反抗軍佔領「邊境」。
在單人模式中，玩家操縱著駐守在「提豐星」的邊境反抗軍第三級步槍兵傑克·庫珀（Jack Cooper），伴隨著他的還有其前上級兼導師拉斯提摩沙的泰坦「BT-7274」，攜手從IMC的層層包圍中逃出生天 。

## 開發與發行
在《泰坦天降》於2014年4月發佈的幾週內，其續集的消息便開始流傳，例如遊戲不會像前作一樣由微軟的主機獨佔和藝電將再次成為它的發行商等。該續作在同年6月計劃完畢，並由Respawn Entertainment的首席執行官文斯·扎貝拉透露將於2015年3月開始開發。2016年8月19日至21日，包含兩個模式和兩張地圖的首個測試版進行公測。五天後，Respawn發佈第二個測試版，這次則至28日結束。同年10月28日，《泰坦降臨2》正式在全球發行，其收藏版則包含一個1:1的玩家角色頭盔複製品。
《泰坦降臨2》使用了起源引擎重大修改版本，其改進包括加入支持音效遮擋和迴響的新音頻系統，以及對圖形渲染系統的眾多改良。與前作不同，遊戲包含一個完整的單人故事模式，並專注於泰坦與鐵馭之間的關係。開發團隊還確認將會免費發佈所有發行後才公開的地圖或模式，以免分割玩家群。与此同时，本游戏首次支持中文配音。另外《泰坦降臨2》的VR版本曾被計劃推出，但從未實際投入生產，根據遊戲的美術設計師喬爾·埃姆斯利（Joel Emslie）的說法，玩家在玩VR版時可能會「吐到他們的控制桿滿是嘔吐物」。

## 反應
| 汇总媒体   | 得分                                |
| ---------- | ----------------------------------- |
| Metacritic | PC：86/100 PS4：89/100 XONE：87/100 |

| 媒体            | 得分   |
| --------------- | ------ |
| Destructoid     | 8.5/10 |
| Edge            | 9/10   |
| 电子游戏月刊    | 9/10   |
| Game Informer   | 9.5/10 |
| Game Revolution | [ 42 ] |
| GamesRadar+     | [ 43 ] |
| GameSpot        | 9/10   |
| Giant Bomb      | [ 45 ] |
| IGN             | 9/10   |
| PC Gamer美国    | 91/100 |
| Polygon         | 7/10   |
| VideoGamer.com  | 9/10   |

Metacritic給予《泰坦降臨2》三個版本的評價都屬「普遍好評」，PC版為30條評論的86/100分，PS4版基於61條評論給出89/100分，而XONE版則是根據32條評論的87/100。
遊戲亦獲得評論家的大致好評。IGN的布蘭汀·泰瑞爾（Brandin Tyrrel）認為《泰坦降臨2》的關卡設計「非常出色」，並稱讚Respawn Entertainment在「傳達大量理念上的才能」。他還表揚遊戲的平台設計，更指出它比起其他他玩過的第一人稱射擊遊戲（FPS）更為耳目一新。《Eurogamer》的喬恩·丹頓（Jon Denton）則認為《泰坦降臨2》的宣傳遊戲是一個「基準」，同時也是繼《決勝時刻：現代戰爭2》後最好的單人FPS。他亦稱許庫珀和BT-7274之間的關係，寫道他比起「近期任何動作遊戲的角色都更關心機器人」。但Polygon的阿瑟·吉斯（Arthur Gies）卻持與前兩者不同的相反意見，認為《泰坦降臨2》是一場「令人意志消沉的無用功」，雖然吉斯也有指出該遊戲擁有他玩過的所有FPS中最流暢和最容易控制的玩家動作，但《泰坦降臨2》還是讓他覺得是一套「尋找遊戲本身的機制」。

### 銷售
藝電（EA）預計《泰坦降臨2》在其發行的第一年內將售出約900萬至1000萬部。但金融分析師估算，因為EA決定於10月下旬發佈遊戲，與自家的《戰地風雲1》和動視的《使命召唤：无限战争》競爭的關係，其銷售額會令人大失所望。儘管如此，EA卻不以為然，他們認為《泰坦降臨2》和《戰地風雲1》的玩家群不會重疊。
在發行的首週，《泰坦降臨2》位居在英國遊戲銷售榜的第四位，僅次於《戰地風雲1》、《上古卷轴V：天际》特別版和《FIFA 17》。即使該遊戲擁有多個版本，但它的首週銷量只達到其前作同時間銷量的四分之一。NPD集團表示，《泰坦降臨2》是2016年10月第九暢銷的遊戲和2016年11月的第五暢銷遊戲。藝電則在其2017財年第三季度的財務報表中指出該遊戲的銷售額低於預期。不過EA的首席執行官布萊克·約根森（Blake Jorgensen）接著表示其公司對《泰坦降臨2》收到的正面評價感到滿意，並預估它在下一財年的銷售額會有強勢反彈。扎貝拉亦談論到《泰坦降臨2》的銷售，認為它賣得不錯但可以有更好的表現。2017年1月，摩根士丹利估計該遊戲已售出400萬款。

### 獎項
| 年份 | 獎項                 | 類別                  | 結果 | 來源          |
| ---- | -------------------- | --------------------- | ---- | ------------- |
| 2016 | 遊戲評論家獎         | 最佳展示              | 提名 | [ 60 ] [ 61 ] |
| 2016 | 遊戲評論家獎         | 最佳動作遊戲          | 提名 | [ 60 ] [ 61 ] |
| 2016 | 遊戲評論家獎         | 最佳線上多人模式      | 獲獎 | [ 60 ] [ 61 ] |
| 2016 | 金搖杆獎             | 評論家選擇獎          | 獲獎 | [ 62 ]        |
| 2016 | 遊戲大獎             | 年度遊戲              | 提名 | [ 63 ] [ 64 ] |
| 2016 | 遊戲大獎             | 年度開發者            | 提名 | [ 63 ] [ 64 ] |
| 2016 | 遊戲大獎             | 最佳多人遊戲          | 提名 | [ 63 ] [ 64 ] |
| 2016 | 遊戲大獎             | 最佳動作遊戲          | 提名 | [ 63 ] [ 64 ] |
| 2016 | Giant Bomb年度遊戲獎 | 最佳遊戲              | 提名 | [ 65 ]        |
| 2017 | 安妮獎               | 最佳電子遊戲角色動畫  | 提名 | [ 66 ]        |
| 2017 | DICE獎               | 傑出原創音樂成就      | 提名 | [ 67 ]        |
| 2017 | DICE獎               | 傑出技術成就          | 提名 | [ 67 ]        |
| 2017 | DICE獎               | 年度動作遊戲          | 提名 | [ 67 ]        |
| 2017 | DICE獎               | 傑出線上遊戲成就      | 提名 | [ 67 ]        |
| 2017 | 西南偏南遊戲獎       | 年度遊戲              | 提名 | [ 68 ]        |
| 2017 | 西南偏南遊戲獎       | 最難忘角色（BT-7274） | 提名 | [ 68 ]        |
| 2017 | 西南偏南遊戲獎       | 最佳多人遊戲          | 提名 | [ 68 ]        |
| 2017 | 西南偏南遊戲獎       | 最佳視覺成就          | 提名 | [ 68 ]        |
| 2017 | 西南偏南遊戲獎       | 最佳特效              | 提名 | [ 68 ]        |
| 2017 | 英國學院遊戲獎       | 最佳遊戲              | 提名 | [ 69 ]        |
| 2017 | 英國學院遊戲獎       | 最佳遊戲設計          | 提名 | [ 69 ]        |
| 2017 | 英國學院遊戲獎       | 最佳多人遊戲          | 提名 | [ 69 ]        |

## 續作
2016年10月，扎貝拉宣稱製作團隊希望為系列增添作品，給玩家帶來更多的遊玩體驗。而藝電收購Respawn Entertainment時則透露正在開發一款新的《泰坦降臨》遊戲。
2019年大逃殺衍生作品《Apex英雄》與本作發生於同一個宇宙中，當中含有來自《泰坦降臨2》的相同角色，例如以本作命名的Apex掠奪者艾許和庫本布里斯克。該作的首席開發者德魯·麥考伊（Drew McCoy）表示：「有些人認為大逃殺遊戲太氾濫或只是一種風潮，全世界都認為我們正在製作《泰坦降臨3》但我們沒有——這正是我們在做的。」 由於埋首在《Apex英雄》，團隊停止了《泰坦降臨》續作的開發。2021年10月18日，艾許被宣布為《Apex英雄》第11季的可玩角色。

## 外部連結
- 官方网站